# Пертылга
Пертылга (мар. Пӧртылга) — деревня в Моркинском районе Республики Марий Эл. Входит в состав Шиньшинского сельского поселения.

## География
Находится в юго-восточной части республики Марий Эл на расстоянии приблизительно 19 км по прямой на восток-юго-восток от районного центра посёлка Морки.

## История
Известна с 1781 года, когда здесь проживали 6 человек, татары. В 1793 году здесь (починок Пыртылга) отмечено 5 дворов. В 1858 году в деревне проживали 207 человек, в 1895 380 человек, мари. К 2001 году в деревне не осталось производственных помещений, социально-культурных объектов. В 2004 году в деревне оставалось 35 дворов. В советские времена работали колхозы «Вуртем» и им. Калинина.

## Население
Население составляло 90 человек (мари 100 %) в 2002 году, 66 в 2010.

## Известные уроженцы
Илларионова Галина Александровна (род. 1950) — советская и российская актриса театра. Артист-кукловод, помощник режиссёра Республиканского театра кукол (г. Йошкар-Ола) (1969―2005). Народная артистка Республики Марий Эл (1992). Заслуженная артистка Марийской АССР (1979).